# Harry Larsen
Harry Julius Larsen (* 4. September 1915 in Kirkerup; † 12. August 1974 in Kopenhagen) war ein dänischer Ruderer.

## Biografie
Harry Larsen trat bei den Olympischen Sommerspielen 1936 in Berlin zusammen mit Richard Olsen im Zweier ohne Steuermann an. Das Duo vom Sorø Roklob gewann die Silbermedaille. Bei den Europameisterschaften 1937 in Amsterdam konnten die beiden Dänen erneut zusammen die Silbermedaille gewinnen.